# Ifigenia in Aulide (Traetta)
Ifigenia in Aulide è un melodramma di Tommaso Traetta, su libretto di Mario Coltellini ispirato all'omonima tragedia di Euripide. Fu rappresentata per la prima volta all'Hoftheater de Schönbrunn (Vienna) il 4 ottobre 1763.
I personaggi principali sono:
- Ifigenia (soprano)
- Pilade (soprano)
- Dori (soprano)
- Oreste (contralto)
- Toante (tenore)